# یواس‌اس کیتری (ای‌کی-۲)
یواس‌اس کیتری (ای‌کی-۲) (به انگلیسی: USS Kittery (AK-2)) یک کشتی بود که طول آن ۲۹۳ فوت ۸ اینچ (۸۹٫۵۱ متر) بود. این کشتی در سال ۱۹۰۵ ساخته شد.